# Abra (tỉnh)
Abra là một tỉnh không giáp biển của Philippines ở Khu Hành chính Cordillera ở Luzon. Thủ phủ là Bangued, và nó giáp Ilocos Norte và Apayao về phía Bắc, Ilocos Sur và Tỉnh Mountain về phía Nam, Ilocos Norte và Ilocos Sur về phía Tây, và Kalinga, và Apayao về phía Đông. Tỉnh Abra có diện tích 3975,6 km2, xếp thứ 31 trong các tỉnh của Philippines, dân số 209.491 người, ít thứ 12 trong các tỉnh.

## Các đơn vị hành chính
Abra được chia ra 27 municipality.
| Thành phố/Municipality | Thành phố/Municipality | Số Barangay | Diện tích (km²) | Dân số (2000) | Mật độ dân số (per km²) |
| ---------------------- | ---------------------- | ----------- | --------------- | ------------- | ----------------------- |
|                        | Bangued                |             |                 |               |                         |
|                        | Boliney                |             |                 |               |                         |
|                        | Bucay                  |             |                 |               |                         |
|                        | Bucloc                 |             |                 |               |                         |
|                        | Daguioman              |             |                 |               |                         |
|                        | Danglas                |             |                 |               |                         |
|                        | Dolores                |             |                 |               |                         |
|                        | La Paz                 |             |                 |               |                         |
|                        | Lacub                  |             |                 |               |                         |
|                        | Lagangilang            |             |                 |               |                         |
|                        | Lagayan                |             |                 |               |                         |
|                        | Langiden               |             |                 |               |                         |
|                        | Licuan-Baay            |             |                 |               |                         |
|                        | Luba                   |             |                 |               |                         |
|                        | Malibcong              |             |                 |               |                         |
|                        | Manabo                 |             |                 |               |                         |
|                        | Peñarrubia             |             |                 |               |                         |
|                        | Pidigan                |             |                 |               |                         |
|                        | Pilar                  |             |                 |               |                         |
|                        | Sallapadan             |             |                 |               |                         |
|                        | San Isidro             |             |                 |               |                         |
|                        | San Juan               |             |                 |               |                         |
|                        | San Quintin            |             |                 |               |                         |
|                        | Tayum                  |             |                 |               |                         |
|                        | Tineg                  |             |                 |               |                         |
|                        | Tubo                   |             |                 |               |                         |
|                        | Villaviciosa           |             |                 |               |                         |